# Галасо да Монтефелтро
Галàсо да Монтефèлтро, наречен още Галасо да Секиано (на италиански: Galasso da Montefeltro;  Galasso da Secchiano; * 1240-те, † 1300), от рода Да Монтефелтро, е италиански кондотиер, капитан на наемническа дружина, подест (1289) и капитан на народа на Чезена (1296 – 1300), подест на Арецо (1289 – 1291), граф на Секиано.

## Произход
Братовчед е на Гуидо да Монтефелтро, един от най-известните кондотиери на своето време и един от най-важните лидери на проимперската партия на гибелините в Романя, граф на Урбино и граф на Монтефелтро (1255 – 1266 и 1282 – 1283), францискански монах. 

## Биография
През 1270 г. е командир на сиенската армия. През 1277 г. е начело на урбинските войски, атакува и разрушава селището Кастел деле Рипе.
На 11 юни 1289 г. предвожда гибелинските войските на Арецо срещу Флоренция в битката при Кампалдино, където губи. След нея Галасо наследява своя братовчед Гуидо да Монтефелтро като подест на Арецо. Той е преизбран на същата длъжност и през 1291 г. През този период, без да се отказва от военната си роля, Галасо се стреми да постигне мир между Арецо и Чита ди Кастело, както и да помири гвелфите и гибелините в Арецо. Именно тези му усилия поставят началото на неговата репутация като просветен управник – слава, която достига чак до Данте Алигиери. 
През 1292 г. участва като генерал-капитан и заместник на Гуидо във войната срещу Пиза. В края на конфликта, през 1294 г., вече се намира в Чезена, освободен е от отлъчване от Църквата и възстановен в правата си върху имуществото.
През 1294 г. подкрепя братовчед си Гуидо, който е във война срещу силите на Малатеста, в защитата на Урбино, който наскоро е отвоюван. Впоследствие Пезаро и Чезена също са превзети от Малатеста. 
Най-значимият етап от неговата кариера – този, който вероятно впечатлява въображението[ неясно? ] на Данте, е периодът на просветеното му управление на Чезена, първоначално като подест през 1289 г., а по-късно и като капитан на народа (1296 – 1300). Присъства на общото събрание за умиротворяване на Романя, свикано от папския легат Гуилермо Дуранте. Именно тогава Галасо достига върха на своето политическо и военно влияние в региона и се утвърждава като ключова фигура на гибелинската партия в региона. Неговата дейност се отличава с храброст и умереност, както и с ясно изразена склонност да подкрепя папските инициативи за помирение между враждуващите страни – усилия, които изглежда дават резултат през 1299 г., когато Галасо е сред основните преговарящи и договарящи се фигури. Заедно с Магинардо ди Сузинана е избран за генерал-капитан на гибелинската лига на комуните в Романя (1296), като се превръща в един от първите архитекти на мирното уреждане на конфликта в областта. 
Начело на армията на Чезена, през 1296 г. той превзема Имола от Болоня. Същата година, като подест на Чезена, подлага равнината на Равена на опустошение. 
През май 1298 г. Галасо с армията на Чезена обсажда замъка Пиега близо до Сан Лео и го превзема със сила, като кара Бартолино и сина му Ауливари Оливиери да умрат по най-позорен начин, а именно – с набиване на кол, и нарежда Тинацио Оливиери и много други да бъдат убити с меч. Според някои отмъщението за това клане е също толкова безмилостно. До Галасо в Пиега е и неговият роднина Корадо да Монтефелтро, граф на Пиетрарубия. Веднага след като Корадо се връща в замъка си, поданиците му се разбунтуват, разкъсват го на парчета и избиват цялото му семейство. Убит е синът на Галасо и двама от братята му. Освен това бунтовниците, които веднага се поставят под закрилата на Комуна Римини, управлявана от гвелфите Малатеста, държат в плен в продължение на няколко месеца съпругата на Корадо, Констанца, за да се уверят, че не е бременна и че няма да има потомство. 
На 23 май 1300 г., заедно с братовчед си Федерико да Монтефелтро, Угучоне дела Фаджола и Уберто Малатеста, Галасо окупира Губио, но месец по-късно той е загубен срещу[ неясно? ] перуджанците, водени от Канте Габриели, и папските войски, изпратени от кардинал Наполеоне Орсини .

## В литературата
Фигурата на Галасо да Монтефелтро е спомената от Данте в песен XXVII на „Ад“ от „ Божествена комедия“ и в пасаж от четвъртия трактат на Convivio. И в двете произведения флорентинският поет и писател си го спомня с голямо възхищение като либерален човек и в никакъв случай роб на богатството, който е искал да управлява града си не като абсолютен господар, а като длъжностно лице, избрано от народа. Той изпуска обаче превземането на замъка Пиега с крайно насилие.